# Carmen Luvana
Carmen Luvana, née le 23 août 1981 à New York, est une actrice de films pornographiques américaine.

## Biographie
Née à New York, Carmen est élevée à Porto Rico. Elle arrive à Miami à l'âge de 18 ans et fait ses débuts comme danseuse dans les clubs de striptease de South Beach Miami. Elle débute dans le X en 2001. Sa première scène porno a lieu dans More Dirty Debutantes #211. Par la suite, elle passe sous contrat avec le studio Adam et Ève.
Carmen Luvana est réputée pour ses gorges profondes et ses fellations. Elle tourne en 2005 sa première scène anale dans The Perfect Secretary du studio Adam et Ève. Lors de certaines de ses scènes, elle aime dire sa phrase fétiche " ¡Ay puñeta! ".
En 2008 elle annonce qu'elle se retire du monde de la pornographie.

## Récompenses
- 2002 : CAVR Award – Starlet
- 2002 : XRCO Awards – "Best New Starlet"
- 2003 : NightMoves Best New Starlet
- 2003 : XRCO Award Best Girl-Girl Scene (avec Jenna Jameson)
- 2004 : Hottest KSEX Jockey "Naked" Listeners Choice Award KSEX radio
- 2006 : F.A.M.E. Awards – "Favorite Oral Starlet"
- 2008 : NightMoves Hall of Fame[3]

## Filmographie sélective
Carmen est apparue dans plus de 90 films, dont :
- Kobe Loves Jenna (2010)
- Slutty School Girls (2009)
- The Contractor 3 (2008)
- Jane Blonde DD7 (2007)
- Dreamgirlz 1 (2007)
- Eden (2007)
- American Heroes (2007)
- Carmen And Ava (2007)
- Carmen And Austyn (2006)
- Pirates (2005)
- The Perfect Secretary (2005)
- Dirty Girlz (2004)
- Stripped: Carmen Luvana (2003)
- My Plaything: Carmen Luvana (2002)
- My Plaything: Jenna Jameson 2 (2002)
- Carmen Goes to College (2002)
- Hot Girlz 4 (2002)
- Innocence (2001)